# Pfarrkirche Josefsberg

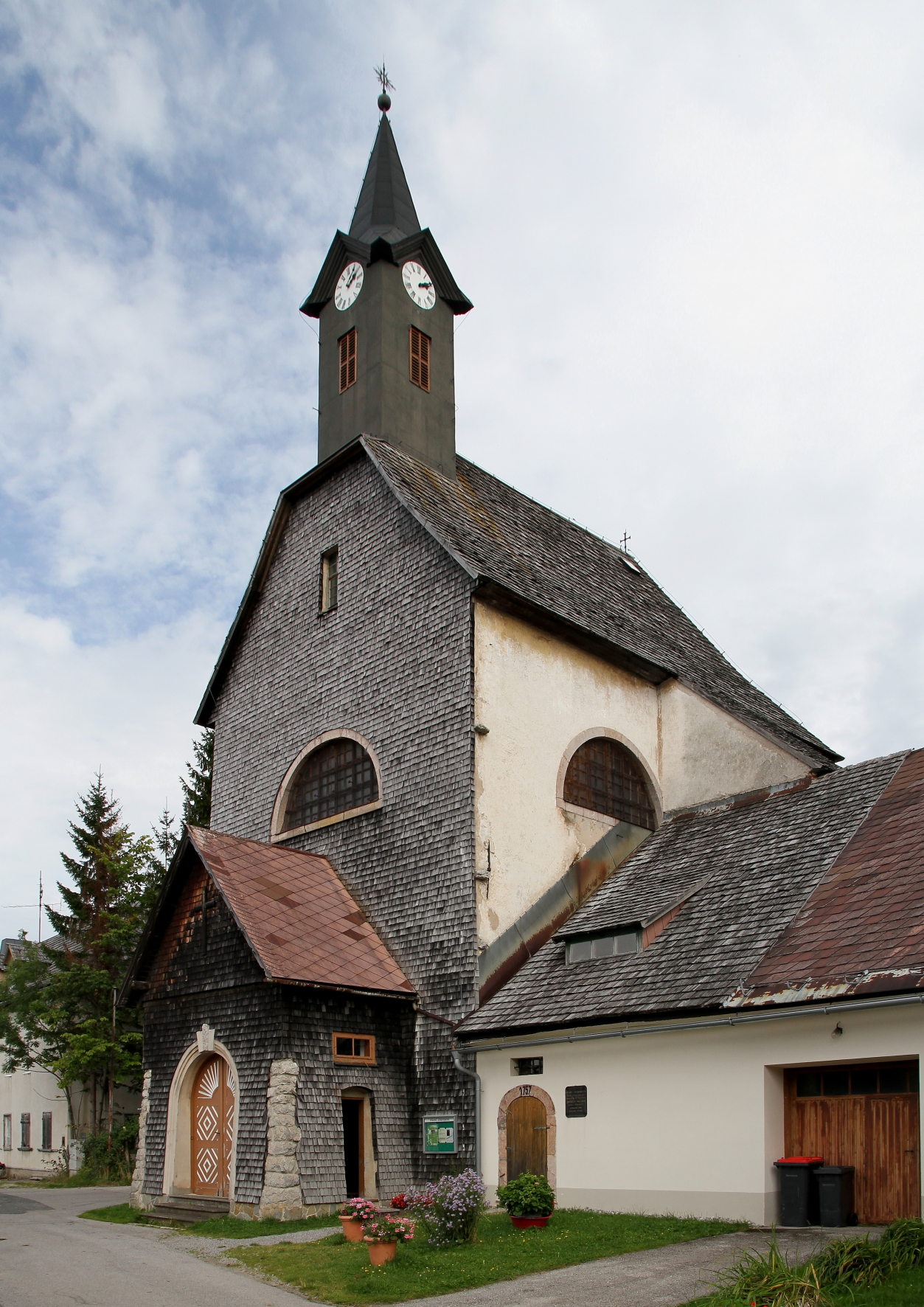
Kath. Pfarr- und Wallfahrtskirche hl. Josef in Josefsberg in Mitterbach am Erlaufsee

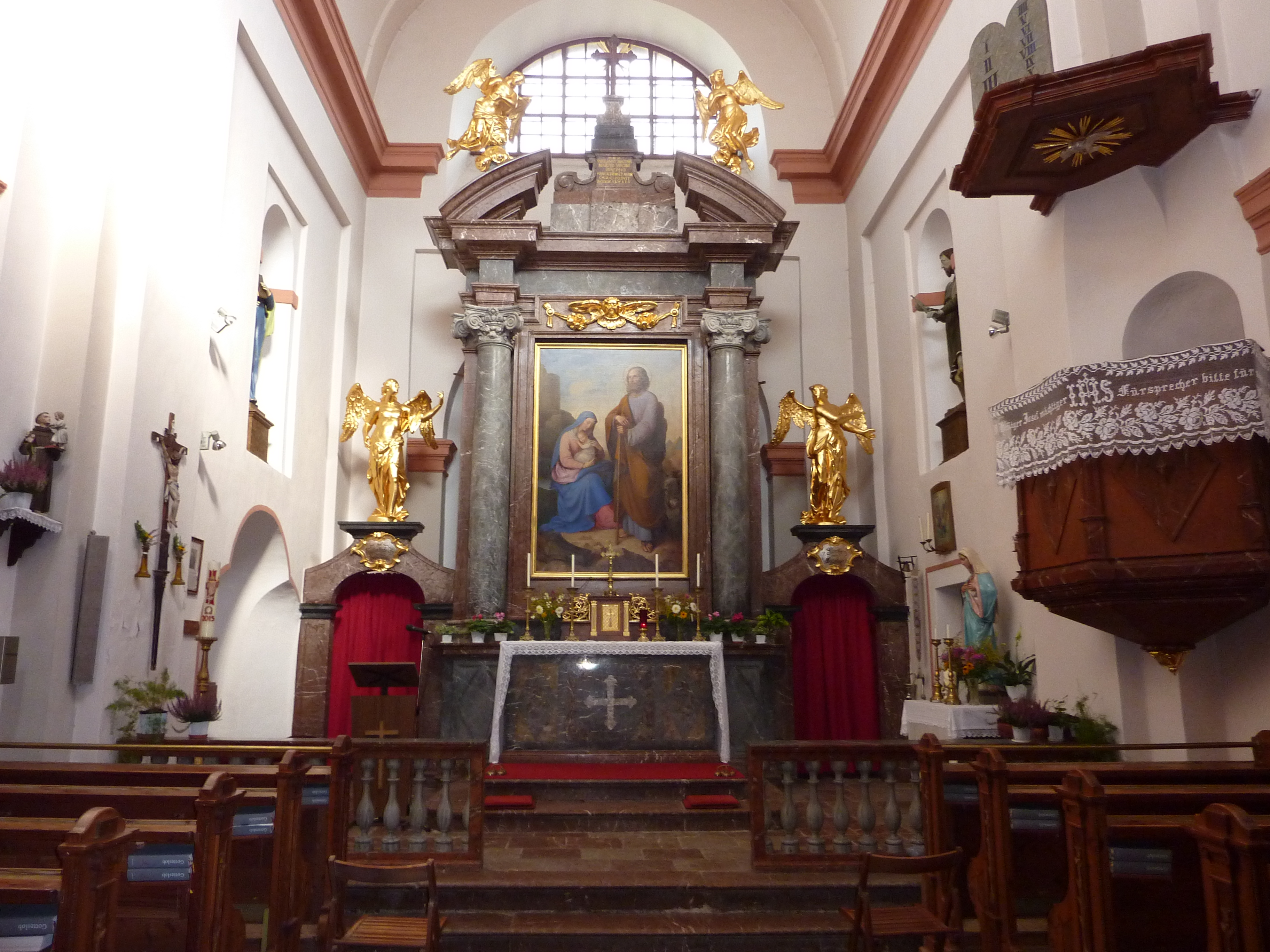
Innenansicht Richtung Hochaltar

Die römisch-katholische Pfarr- und Wallfahrtskirche Josefsberg steht im Ort Josefsberg in der Gemeinde Mitterbach am Erlaufsee im Bezirk Lilienfeld in Niederösterreich. Die dem Heiligen Josef geweihte Kirche, dem Stift Lilienfeld inkorporiert, gehört zum Dekanat Lilienfeld in der Diözese St. Pölten. Das Kirchengebäude steht unter Denkmalschutz.

## Geschichte
Im Gebirge im Verband mit den drei heiligen Bergen Annaberg – Joachimsberg – Josefsberg wurde 1644 in der Nähe einer Einsiedelei (Nr. 8) eine Josefskirche erbaut. 1733 erfolgten Adaptierungen. 1753 wurde die Kirche zur Pfarrkirche erhoben und dem Stift Lilienfeld inkorporiert. Die Vorhalle wurde in den 1920er Jahren angebaut. 1953 war eine Renovierung.

## Architektur
Die hoch proportionierte schlichte Saalkirche hat westseitig einen Dachreiter und einen gerade geschlossenen Chor. Die Lünettenfenster sind hoch situiert. Die Westfront und das Schopfwalmdach sind geschindelt. Der gezimmerte verblechte Dachreiter hat eine Pyramidenhelm aus dem 19. Jahrhundert. Das Rundbogenportal mit einer profilierten Archivolte zeigt frühbarocken Dekor. Südseitig ist der Sakristeianbau unter einem Pultdach. Im Osten ist ein Schuppen angebaut.
Das querrechteckige Langhaus mit einem Kreuzgratgewölbe hat eine eingezogene Westempore mit einer kassettierten marmorierten Brüstung in Neorenaissanceformen aus der ersten Hälfte des 19. Jahrhunderts. Der eingezogene Chor hat ein Tonnengewölbe mit Gurtbogen und profilierten Kämpfern und eine geschichtete Wandgliederung. Das Sakristeiportal hat eine Stabrahmung. Die Sakristei mit einem Stichkappentonnengewölbe mit profilierten Kämpfern zeigt Dekorationsmalereien.
Zwischen Kirche und Pfarrhof steht ein eingeschoßiger Verbindungstrakt mit einem seitlich übergiebelten Korbbogenportal zum Emporenaufgang.

## Ausstattung
Der Hochaltar als monumentaler frei stehender frühbarocker Säulenaufbau mit Opfergangsportalen wurde 1760 adaptiert. Die Orgel aus 1889 mit 7 Registern stammt von Franz Capek.